# Rubus adenophorus
Rubus adenophorus là loài thực vật có hoa trong họ Hoa hồng. Loài này được Rolfe miêu tả khoa học đầu tiên năm 1910.